# Рафиринга, Рафаэль Луи
Рафаэ́ль Луи Рафиринга (фр. Raphaël Louis Rafiringa), имя при рождении Фиринга (малаг. Firinga; 1 мая 1856 или 3 ноября 1856, Антананариву — 19 мая 1919, Фианаранцуа) — блаженный Католической церкви, монах конгрегации братьев христианских школ, педагог, катехизатор.

## Биография
Родился 1 мая 1856 года в Антананариву (район Махамасина). Его отец, потерявший первого сына, хотел назвать ребёнка Ракотонирину («желанный»), однако так как местный колдун под страхом несчастий запретил это, он дал сыну имя Фиринга («мусорная куча»), чтобы защитить от опасности.
В возрасте десяти лет Фиринга встретился с тремя католическими священниками-миссионерами, принадлежащими к конгрегации братьев христианских школ и приехавшими христианизировать Мадагаскар, и поступил в школу, основанную этой конгрегацией. 24 октября 1869 года, в день архангела Рафаила, он принял крещение с именем Рафаэль. К своему малагасийскому имени он добавил приставку ра-, означающую «господин».
В 1876 году Рафаэль Рафиринга подал прошение о вступлении в конгрегацию братьев христианских школ. В 1879 году он принёс первые монашеские обеты, став первым малагасийцем среди монахов конгрегации, и получил второе имя Луи.
В 1883 году, когда иностранное духовенство было изгнано с Мадагаскара, брат Рафаэль Луи Рафиринга стал руководить католической общиной всего острова. В 1889 году он принёс вечные обеты.
В 1902 году стал действительным членом Малагасийской академии. 2 мая 1903 года был награждён орденом Гражданских заслуг за укрепление мира между Францией и Мадагаскаром.
Рафаэль Луи Рафиринга был обвинён в принадлежности к националистическому тайному обществу «Ви, вату, сакелика», за что его заключили в тюрьму и подвергли судебному преследованию по обвинению в заговоре против государства. Однако вследствие того, что обвинение не удалось доказать, его отпустили. Впрочем, время, проведённое в тюрьме, подорвало его здоровье, и он умер 19 мая 1919 года в Фианаранцуа. Его останки были перенесены в Антананариву в 1933 году.

## Прославление
1 июня 2009 года папа Бенедикт XVI причислил Рафаэля Луи Рафирингу к лику блаженных. Таким образом, он стал вторым беатифицированным малагасийцем после Виктории Разоаманариво.
День памяти — 19 мая.